# Фромгольд, Егор Егорович
Егор Егорович Фромгольд (1881 ― 1942) ― российский и советский учёный, терапевт, доктор медицинских наук, профессор Первого Московского медицинского института (1920—1941).

## Биография
Егор Егорович Фромгольд родился в 1881 году, происходил из купеческой богатой семьи прибалтийских немцев России.
В 1905 году успешно завершил обучение на медицинском факультете Московского университета, стал работать в факультетской терапевтической клинике университета под руководством В. Д. Шервинского и Л. Е. Голубинина. В 1911 году успешно защитил диссертацию на соискание степени доктора медицинских наук на тему «Исследование об уробилине». С 1911 года работал приват-доцентом, а с 1920 года директором клиники врачебной диагностики Первого Московского медицинского института. Проходил стажировки и совершенствовал свою лечебную практику в химических лабораториях и клиниках Германии, в том числе у Ф. Крауса и Венкебаха.
Был арестован 5 ноября 1941 года за отказ эвакуироваться из Москвы. Больше 8 месяцев провёл в Лубянской и Бутырской тюрьмах. Следователи из него «выдавливали» показания о преступных связях с иностранцами и прогерманских настроениях,. Виновным себя Егор Егорович не признал. 10 июня 1942 года был приговорён к 10 годам заключения в исправительно-трудовых лагерях «за антисоветскую агитацию».
Автор свыше 30 научных работ, посвящённых проблемам патологии обмена веществ, клинической биохимии. В своих исследованиях он продемонстрировал роль образующегося в кишечнике уробилиногена. Его научные работы в дальнейшем были посвящены изучению нарушений пигментного обмена и патогенезу желтухи.
Активный деятель медицинского сообщества. Являлся редактором редакционного отдела «Внутренние болезни» 1-го издания Большой медицинской энциклопедии, а также заместителем председателя Московского терапевтического общества.
Точная дата смерти не известна. По официальным данным, в 1942 году умер в Котласском лагере. В 1957 году был реабилитирован.

## Научная деятельность
Труды, монографии:
- Фромгольд Е. Е. Исследования об уробилине, диссертация, М., 1911;
- Фромгольд Е. Е. О желчном пигменте при желтухе, Труды 5-го съезда рос. тер., с. 471, Спб., 1914;
- Фромгольд Е. Е. Картина болезни при отравлении удушливыми газами, Сб., посвящен, проф. В. Д. Шервинскому по поводу 40-летия его врач., науч., преподават. и обществ. деятельн., т. 1, с. 314, М., 1917;
- Фромгольд Е. Е. К вопросу об обмене веществ при голодании, Тер. арх., т. 3, в. 5-6, с. 104, 1925 (совм. с Михайловым К. Ф.);
- Фромгольд Е. Е. Болезни обмена веществ, в кн.: Части, патология и терапия внутр. болезней, под ред. Г. Ф. Ланга и Д. Д. Плетнева, т. 4, в. 1, с. 3, М.— Л., 1928; * Фромгольд Е. Е. Септические заболевания, Клиническая медицина, т. 11, № 19-20, с. 932, 1933;
- Фромгольд Е. Е. Патогенез желтухи, в кн.: Холециститы и болезни желчных путей, под ред. А. С. Аванесова и др., с. 20, М., 1936.